# DBN (Band)
DBN ist ein Musikprojekt des Hamburgers Djani Dzihan.

## Biographie
DBN wurde 2004 von einem Künstler- und Produzenten-Trio  aus Hamburg mit den bürgerlichen Namen Djani Dzihan, Tobias Hahn und Patrick Kroepels gegründet. 
Ihr bisher bekanntester Remix war der für John Dahlbäcks Club-Hymne Everywhere aus dem Jahr 2007. Im selben Jahr produzierten DBN gemeinsam mit D.O.N.S. unter anderem die Hit-Single Nighttrain, die weltweit von House-Labels wie Defected, Ministry of Sound oder Kontor veröffentlicht wurde.
Darüber hinaus produzierten sie unter anderem im Auftrag für Künstler wie Bob Sinclar, Erick Morillo, Roger Sanchez, Eddie Thoneick, Dirty South, Steve Angello und Laidback Luke.
Im Herbst 2012 versuchten DBN erfolgreich per Crowdfunding ein Musikvideodreh zu ihrer Ende des Jahres erscheinenden Single "Whoop" zu realisieren.
Seit Januar 2019 wird das Projekt alleine von Djani Dzihan fortgeführt.

## Diskografie

### Singles
| Release | Titel                                      | Artist                         | Label              |
| ------- | ------------------------------------------ | ------------------------------ | ------------------ |
| 2005    | Rocket Powder                              | DBN                            | Slopshop           |
| 2007    | Boys'n'Girls / Fuji Moto                   | DBN                            | Sugaspin           |
| 2007    | The Nighttrain feat. Kadoc                 | D.O.N.S. & DBN                 | Joia               |
| 2008    | The Nighttrain feat. Kadoc (Vocal Version) | D.O.N.S. & DBN                 | Kingdom Kome Cuts  |
| 2009    | Asteroidz feat. Madita                     | DBN                            | Yoshitoshi         |
| 2009    | Stars feat. Michael Feiner                 | DBN & Tommy Trash              | WePlay             |
| 2009    | Jack is back                               | DBN                            | WePlay             |
| 2009    | My belief feat. Cosmo Klein                | Syke'n'Sugarstarr & DBN        | WePlay             |
| 2009    | Delta                                      | DBN & Neon Stereo              | Hussle             |
| 2010    | Chicago                                    | DBN                            | We Play            |
| 2010    | Bomjacker                                  | DBN & Tommy Trash              | We Play            |
| 2010    | Buckshee                                   | DBN                            | Toolroom           |
| 2010    | Sushi EP                                   | DBN & Patric la Funk           | WePlay             |
| 2011    | All my life                                | DBN                            | WePlay             |
| 2011    | Redemption feat. Rosie Henshaw             | DBN & Matty Menck              | Nero               |
| 2011    | Le Freak / La Funk feat. Shena             | DBN pres. Tom Shark            | Strictly Rhythm    |
| 2012    | Gimme Gimme feat. Madita                   | DBN vs. Darwin & Backwall      | Yoshitoshi         |
| 2012    | Remedy feat. Sean Declase                  | DBN & Stafford Brothers        | Flamingo           |
| 2012    | Always have tonight feat. Jason Caesar     | DBN                            | WePlay             |
| 2012    | Gotta get thru this feat. Oni Sky          | DBN                            | Mixmash            |
| 2012    | Whoop                                      | DBN                            | RUN DBN / WePlay   |
| 2013    | Ill Behavior                               | DBN                            | RUN DBN            |
| 2013    | Tromp it                                   | DBN vs. Dohr & Mangold         | Flamingo           |
| 2013    | Promises feat. Cozi Costi                  | DBN & David Puentez            | Big & Dirty        |
| 2013    | Cold Blooded Thieves                       | DBN & Cosmo Klein              | RUN DBN            |
| 2013    | Dublin                                     | DBN & Lunde Bros               | Big & Dirty        |
| 2014    | Quick Quack                                | Patrick La Funk & DBN          | RUN DBN            |
| 2014    | Please Say Quick Quack                     | Kaskade & Patric La Funk & DBN | Kontor             |
| 2014    | Panther                                    | DBN                            | Kontor             |
| 2014    | Instant Moments                            | DBN & R.O.O.S.                 | Big & Dirty        |
| 2014    | Equator                                    | DBN                            | Kontor             |
| 2014    | EMO                                        | DBN & SESA                     | Ones To Watch      |
| 2014    | Gotta Get Thru This feat. Oni Sky          | DBN & Jordan Ferrer            | Mixmash            |
| 2015    | The Griid                                  | DBN                            | RUN FREE           |
| 2015    | Luv Light                                  | DBN & Oni Sky                  | Mixmash Deep       |
| 2015    | Gorilla                                    | DBN & Tony Romera              | Ones To Watch      |
| 2015    | Asteroid7 (feat. Madita)                   | DBN                            | Mutants            |
| 2015    | Mosquito                                   | DBN                            | Ones To Watch      |
| 2016    | Trust (feat. The Rise)                     | Tank & Cheetah & DBN           | Mixmash Deep       |
| 2016    | Bambus                                     | DBN                            | S2                 |
| 2016    | I Feel For You (Rework)                    | Bob Sinclar & DBN              | Yellow Productions |
| 2016    | Jack Is Back Again                         | DBN                            | PinkStar           |
| 2016    | Young Guns                                 | DBN                            | RUN DBN            |
| 2016    | Kao5                                       | DBN                            | Guru               |
| 2016    | Planet Rock                                | DBN                            | PinkStar           |
| 2017    | Get A Moev On                              | DBN & Paul Vinx                | RUN DBN            |
| 2017    | Found U                                    | DBN & Noize Generation         | WePlay             |
| 2017    | Patata                                     | DBN                            | RUN DBN            |
|         |                                            |                                |                    |

### Remixe (Auswahl)
- Jochen Miller & Cuebrick: In The Dark (DBN Remix)
- The Drill: The Drill (DBN Remix)
- Lost Frequencies: Are You With Me (DBN Remix)
- Dr. Alban: It's My Life 2014 (DBN Remix)
- Frida Gold: Liebe Ist Meine Rebellion (DBN Remix)
- Schiller (Musikprojekt): Lichtermeer (DBN Remix)
- Cosmic Gate & Cary Brothers: Wake Your Mind (DBN Remix)
- ATB: White Letters (feat. Melissa Loretta) (DBN Remix)
- Cicada: Fast Cars (DBN Remix)
- Nicky Romero & Mitch Crown: Schizophrenic (DBN Remix)
- Axwell: Heart Is King (DBN Remix)
- Tim Berg & Norman Doray & Sebastien Drums: Tweet It (DBN Remix)
- Nalin & Kane: Beachball 2010 (DBN Remix)
- Medina: Lonely (DBN Remix)
- ICH UND ICH: Universum (DBN Remix)
- 2Raumwohnung: Rette Mich Später (DBN Remix)
- Wippenberg: Pong (DBN Remix)
- Sebastian Ingrosso: Kidsos (DBN Remix)
- EDX: Rubin (DBN Remix)
- Steve Angello & Laidback Luke ft. Robin S.: Show Me Love (DBN Remix)
- Norman Doray & Tristan Garner: Last Forever (DBN Remix)
- DJ DLG & Erick Morillo: Where Are You Now (D.O.N.S. & DBN Remix)
- The Disco Boys: Shadows (DBN Remix)
- Dirty South feat. Rudy: Let It Go (D.O.N.S. & DBN Remix)
- Milk & Sugar: No No No (D.O.N.S. & DBN Remix)
- Roger Sanchez: Release Yo’ Self (D.O.N.S. & DBN Remix)
- Bob Sinclar pres. Fireball: What I Want (D.O.N.S. & DBN Dub)
- Those Usual Suspects: Greece 2000 (D.O.N.S. & DBN Remix)
- Nalin & Kane: Beachball 2010 (DBN Remix)
- 2raumwohnung: Rette Mich Später (DBN Remix)
- John Dahlbäck: Blink (D.O.N.S. & DBN Chainsaw Remix)
- John Dahlbäck: Everywhere (D.O.N.S. meets DBN In The Box)
- Patrick Nuo: Watching Over You (DBN Remix)

## Auftragsproduktionen
- Niki Belucci: Get Up (D.O.N.S. & DBN Mix)
- Greg Cerrone: Invincible (D.O.N.S. Remix)

## Radio und Podcast
- Delicious Housetunes (Resident)
- Bash FM (Resident)
- Radio FG Underground

## Auszeichnungen
- Top Single Act National 2010 (Deutsche Dancecharts)[2]